# Chaetosphaeria callimorpha
Chaetosphaeria callimorpha är en svampart som först beskrevs av Jean François Montagne, och fick sitt nu gällande namn av Pier Andrea Saccardo 1883. Chaetosphaeria callimorpha ingår i släktet Chaetosphaeria och familjen Chaetosphaeriaceae.  Arten är reproducerande i Sverige. Inga underarter finns listade i Catalogue of Life.